# Manuel Alba Bauzano
Manuel Alba Bauzano (Alcalá de los Gazules, província de Cadis, 1898 – †?) fou un mestre, traductor i polític andalús. Vicepresident del Tribunal de Garanties Constitucionals de la Segona República entre 1936 i 1939.

## Biografia
Després d'exercir durant uns anys com a mestre a Madrid, en 1930 es va traslladar a Badajoz com a funcionari tècnic d'Hisenda. A Badajoz es va afiliar a l'Agrupació Socialista, ocupant càrrecs de direcció en la Federación Nacional de Trabajadores de la Tierra i en l'Executiva provincial del PSOE i la UGT. Des de 1933 va ser vocal del Tribunal de Garanties Constitucionals per Extremadura, arribant a ser-ne Vicepresident entre 1936 i 1939.
En esclatar la Guerra Civil, es va exiliar a França, per posteriorment embarcar en el vapor Nyassa cap a Mèxic, desembarcant a Veracruz el 22 de maig de 1942.
Iniciat en la maçoneria en 1921, va pertànyer a la lògia Resurrecció de Madrid amb el nom simbòlic d'Espronceda.
Va ser un gran coneixedor de la llengua francesa. Va traduir del francès al castellà Le Petit Prince i Les Fleurs du mal.